# 陽水ライブ＜ジェラシー＞
『陽水ライブ＜ジェラシー＞』（ようすいらいぶじぇらしー）は、1982年4月5日にリリースされた井上陽水のライブ・アルバムである。

## 概要
1981年12月1日に東京厚生年金大ホールで行われたライブツアー『WHITE〜あやしい夜を待って』の総括のライヴ『I call your nameツアー』の模様を音源化されたもので、カセットテープのみで発売された。
バックミュージシャンにデビュー前の安全地帯が参加している。

## 収録曲
- 全作詞・作曲: 井上陽水（特記以外）

### Side-A
1. 御免
2. 闇夜の国から
3. ジェニー My love
4. 海へ来なさい
作曲: 星勝
5. いつのまにか少女は
6. 神無月にかこまれて
7. 帰れない二人
作詞・作曲: 井上陽水・忌野清志郎
8. 心もよう

### Side-B
1. ミスコンテスト
2. なぜか上海
3. My House
4. ジェラシー
5. 氷の世界
6. Happy Birthday
7. 夢の中へ
8. 傘がない

## 参加ミュージシャン
- Keyboard: 中西康晴
- Synthesizer: 川島裕二

- 安全地帯
  - Drums: 大平市冶
  - E.Bass: 六土開正
  - E.Guitar: 武沢豊, 矢萩渉
  - Chorus: 玉置浩二